# سیارک ۹۱۸

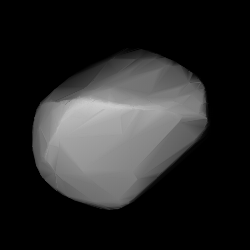
مدل سه‌بُعدی سیارک ۹۱۸ بر اساس منحنی نور آن

سیارک ۹۱۸ (به انگلیسی: 918 Itha، نامگذاری:1919FR) نهصد و هجدهمین سیارک کشف شده‌است که در ۲۲ اوت ۱۹۱۹ و در هایدلبرگ کشف شد.
قدر مطلق سیارک برابر ۱۰٫۷۰ است.